# Garage gold
 (septembre 2015).
Si vous disposez d'ouvrages ou d'articles de référence ou si vous connaissez des sites web de qualité traitant du thème abordé ici, merci de compléter l'article en donnant les références utiles à sa vérifiabilité et en les liant à la section « Notes et références ».
Garage gold est une émission de téléréalité américaine diffusée depuis le 6 avril 2013 sur la chaîne DIY Network, et en France depuis le 1er septembre 2015 sur RMC Découverte.

## Concept
Kraig Bantle et son entreprise Garage Brothers à Raleigh en Caroline du Nord propose de nettoyer les garages, sous-sols, ou tout autre espace gratuitement, tant qu'ils peuvent garder et de vendre des objets de valeur qu'ils trouvent dans le processus, puis transforment le garage en un espace de travail utilisable pour leur client.

## Émissions
| Saison | Saison | Épisodes | Début        | Fin |
| ------ | ------ | -------- | ------------ | --- |
|        | 01     | -        | 6 avril 2013 | -   |
|        | 02     | -        | -            | -   |
|        | 03     | -        | -            | -   |

## Épisodes

### Saison 1 (2013)
Sauf indication contraire, les informations mentionnées dans cette section peuvent être confirmées par la base de données cinématographiques IMDb,  présente dans la section « Liens externes ».
1. Titre français inconnu (Hit Pay Dirt)
2. Titre français inconnu (Down in the Dumps)
3. Titre français inconnu (The Bad Side of a Barn)
4. Titre français inconnu (Pinball Pains)
5. Titre français inconnu (Disaster and Dolls)
6. Titre français inconnu (Praying for Profit with Bible and Bells)
7. Titre français inconnu (Car Parts and Pickpockets)
8. Titre français inconnu (Trophy Gold: A Lost Treasure Uncovered)
9. Titre français inconnu (Cobwebs, Cake and Collectables)
10. Titre français inconnu (Geishas and Broken Drawers)
11. Titre français inconnu (Proceed With Caution: Ammo and Artwork)
12. Titre français inconnu (First Flights: Cupid and Earhart)
13. Titre français inconnu (One Pad to the Next: Frogs and a Two-Ton Discovery)

### Saison 2
Sauf indication contraire, les informations mentionnées dans cette section peuvent être confirmées par la base de données cinématographiques IMDb,  présente dans la section « Liens externes ».
1. Titre français inconnu (Equip with Weaponry: A Machete, a Pocketknife and a Prom Dress)
2. Titre français inconnu (Tool Mayhem)
3. Titre français inconnu (Hockey and Race Cars)
4. Titre français inconnu (An Old-School Job a Man Down)
5. Titre français inconnu (Throwbacks and Throwaways)
6. Titre français inconnu (Snow, Sports and Bizarre Fluid)
7. Titre français inconnu (Basement Anatomy)
8. Titre français inconnu (Toying Around)
9. Titre français inconnu (Grand Slam)
10. Titre français inconnu (Garage of Steel)
11. Titre français inconnu (Hats, Hardware and Zombie Gear)
12. Titre français inconnu (Flea Market Fever)
13. Titre français inconnu (Radioactive Dj Disaster)

## Entreprise Garage Brothers
- Kraig Bantle : « Propriétaire »
- Peaches : « Gros bras »
- Franck: « Gros bras »
- Ron: « Gros bras »
- Tony: « Gros bras »
- Mike Gleisinger : « Expert »

Expert externe
- Charlie Kaleel :  « Expert en automobile »